# Distrikt Luxemburg
Der Distrikt Luxemburg war von seiner Gründung 1843 bis zur Abschaffung am 3. Oktober 2015 ein Distrikt des Großherzogtums Luxemburg, der das westliche Gutland umfasste. Er bestand aus den Kantonen Luxemburg, Esch an der Alzette, Capellen und Mersch.
Der Distrikt grenzte im Norden an den Distrikt Diekirch, im Osten an den Distrikt Grevenmacher, im Süden an die Region Lothringen (Frankreich) und im Westen an die belgische Provinz Luxemburg.
Die Hauptstadt und größte Ortschaft des Distrikts war Luxemburg (Stadt).
|  | 1. Kanton Capellen 2. Kanton Esch an der Alzette 3. Kanton Luxemburg 4. Kanton Mersch |